# DFS-Kopernikus
DFS-Kopernikus (que significa Deutscher Fernmeldesatellit Kopernikus) eram três satélites geoestacionários da Deutsche Bundespost e, posteriormente, Deutsche Telekom AG. Eles não estão mais em uso.
Quando o DFS-Kopernikus 3 foi chegando ao fim de sua vida, A SES chegou a um acordo com a Deutsche Telekom para usar a posição e frequências da posição orbital de 23,5 graus leste, e em agosto de 2001, o Astra 1D foi movido para lá. A posição Astra 23,5°E era oficialmente inaugurado em março de 2002, com o lançamento e posicionamento lá do satélite Astra 3A. A Deutsche Telekom contratou 10 dos transponders do satélite e logo passaram todo o tráfego do DFS-Kopernikus 3 para o mesmo.

## Satélites
| Satélite         | Fabricante                              | Data do lançamento    | Veículo de lançamento | Estado  |
| ---------------- | --------------------------------------- | --------------------- | --------------------- | ------- |
| DFS-Kopernikus 1 | GESAT (MBB, Dornier, ANT, Siemens, SEL) | 05 de junho de 1989   | Ariane-44L H10        | Inativo |
| DFS-Kopernikus 2 | GESAT (MBB, Dornier, ANT, Siemens, SEL) | 24 de julho de 1990   | Ariane-44L H10        | Inativo |
| DFS-Kopernikus 3 | GESAT (MBB, Dornier, ANT, Siemens, SEL) | 12 de outubro de 1992 | Delta-7925            | Inativo |